# Districtul Béchar
Béchar este un district din provincia Béchar, Algeria.